# Michael Ambühl
Michael Ambühl, né le 26 septembre 1951 à Berne, est un diplomate suisse, ancien secrétaire d'État au Département fédéral des affaires étrangères (DFAE), puis au Secrétariat d'État aux questions financières internationales (SIF). Depuis 2013, il enseigne à l'École polytechnique fédérale de Zurich.

## Biographie

### Jeunesse et formation
Ambühl est né à Berne en 1951 et grandit dans la ville fédérale. Son père est scientifique et sa mère vient d'une famille engagée en politique. Il étudie la gestion d'entreprise et les mathématiques à l'EPFZ. Il soutient sa thèse de doctorat en sciences naturelles en 1980.
De 1976 à 1982, il est assistant à l'EPFZ.

### Carrière diplomatique
Il entre au service du Département fédéral des affaires étrangères en 1983. Sa formation diplomatique se fait à la Centrale à Berne et à Kinshasa. En 1984, il retourne en Suisse pour travailler à la section Nations unies jusqu'en 1988. La même année, il devient chef de la section économique à l'ambassade suisse à New Delhi.
Dès 1992, il travaille à la mission suisse auprès des Communautés européennes, sous la direction de Bénédict de Tscharner. Il y côtoie Roberto Balzaretti, alors jeune diplomate stagiaire. À Bruxelles, il fait partie de la délégation pour la négociation des accords bilatéraux I. En 1999, il est nommé chef du bureau d'intégration DFAE/DFE (devenu par la suite Direction des affaires européennes). En 1999, il reçoit du Conseil fédéral le titre d'ambassadeur. De 2001 à 2004, il est le négociateur en chef pour les accords bilatéraux II. Par la suite, il devient secrétaire d'État, et dirige le Secrétariat d'État et la Direction politique au DFAE, de février 2005 à février 2010.
En mars 2010, il change de département et passe au Secrétariat d'État pour les questions financières internationales (SIF), nouvellement créé et rattaché au Département fédéral des finances. Il représente en cette qualité la Suisse au Fonds monétaire international, au Conseil de stabilité financière de même que lors de négociations en matière de lutte contre la criminalité financière internationale.
Il remet sa démission en tant que secrétaire d'État en mai 2013. Il prend par la suite une chaire de négociations et de résolution de conflits à l'École polytechnique fédérale de Zurich.

### Vie privée
Il est marié et a un fils.

### Publications
- (de) Michael Ambühl et Aymo Brunett, EU-Wirtschaftspolitik aus Schweizer Sicht, Berne, Haupt, 2004, 345 p. (ISBN 3258066728).
- (de) Michael Ambühl, Interessendifferenzen und Interessenkongruenzen in den Beziehungen zur EU - mit Fokus auf Finanzfragen, Bâle, 2011, 47 p. (ISBN 978-3-9057-5120-8).